# O Nome das Coisas
O Nome das Coisas é uma obra de Sophia de Mello Breyner Andersen publicada em 1977, em que a Autora denuncia algumas situações específicas por ela inaceitáveis, como a guerra colonial ou erros políticos.

## Poemas
- Tripoli
- Cíclades (p. 175)
- Enquanto longe divagas (p. 202)
- Esteira e cesto (p. 208)
- Caderno I (p. 214)
- Caderno II (p. 215)
- Regressarei (p. 228)
- Carta a Ruben A. (p. 232)
- 25 de Abril
- Revolução
- Revolução – Descobrimento
- Projecto I
- Com Fúria e Raiva